# 1909年12月12日日食
1909年12月12日日食是一次日偏食，發生於1909年12月12日（東半球大多為12月13日）。新月當天（即朔日），地球上觀測到月球和太阳的角距離極小，此時月球如果恰好在月球交點附近，穿過太阳和地球之間，與地球、太阳接近一直線，則會出現日食。由於月球偏北或偏南，本影及偽本影從地球以北或以南經過而未接觸地表，只有半影覆蓋了地球北端或南端部分區域，形成日偏食。此次日偏食月球偏南，出現在南极洲絕大部分、澳大利亚東南部、新西兰中南部。

## 日食概況

### 出現區域
本次日偏食可在南极洲除靠近非洲的極小片沿海地區外的絕大部分、澳大利亚東南部、新西兰中南部看到。其中澳大利亚和新西兰在12月13日看到日食。而南极洲無確定时区，或在12月12日，或在12月13日，部分處於極晝的地區日食從12月12日深夜持續到12月13日凌晨。

### 基本參數
- 類型：日偏食
- 食分最大處（位於南极洲列斯科夫島東北約170公里處）資料：
  - 時間：1909年12月12日19:44:38
  - 地點：65°00′S 86°00′E / 65.0°S 86.0°E
  - 食分：0.5424（日食帶內最大）[3]

## 相關的日食

### 1906-1909年的日食
月球交替位於相對的月球交點時，以半個交點年（食年），即約177天又4小時間隔出現下列日食。
註：1906年2月23日和1906年8月20日的日偏食屬於上一組交點年系列。
| 升交點   | 升交點                   |          | 降交點                    | 降交點 |
| 沙羅周期 | 地圖                     | 沙羅周期 | 地圖                      |        |
| 115      | 1906年7月21日 偏食（南） | 120      | 1907年1月14日 全食        |        |
| 125      | 1907年7月10日 環食       | 130      | 1908年1月3日 全食         |        |
| 135      | 1908年6月28日 環食       | 140      | 1908年12月23日 全環食     |        |
| 145      | 1909年6月17日 全環食     | 150      | 1909年12月12日 偏食（南） |        |

### 沙羅周期
沙羅周期長度為18年11天。本次日食屬於沙羅序列150，共包含71次日食，依次為1729年8月24日至2108年4月11日的22次日偏食、2126年4月22日至2829年6月22日的40次日環食、2847年7月3日至2991年9月29日的9次日偏食，總共歷時1262.11年。本序列無日全食。
下表列舉了1901年至2100年間發生的屬於該序列的日食，是第11至21次：
| 11             | 12             | 13           |
| -------------- | -------------- | ------------ |
| 1909年12月12日 | 1927年12月24日 | 1946年1月3日 |
| 14             | 15             | 16           |
| 1964年1月14日  | 1982年1月25日  | 2000年2月5日 |
| 17             | 18             | 19           |
| 2018年2月15日  | 2036年2月27日  | 2054年3月9日 |
| 20             | 21             |              |
| 2072年3月19日  | 2090年3月31日  |              |

## 資料來源
1. ↑  樊忠玉. . 中国天文科普网.   [2016-04-05]. （原始内容存档于2014-09-17）.
2. ↑  Fred Espenak. . NASA Eclipse Web Site.   [2016-04-05]. （原始内容存档于2020-10-23）.（英文）
3. ↑  Fred Espenak. . NASA Eclipse Web Site.   [2016-04-05]. （原始内容存档于2020-10-22）.（英文）
4. ↑  Fred Espenak. . NASA Eclipse Web Site.（英文）

## 外部連結
- NASA日食專頁（页面存档备份，存于）（英文）
- 可見區域圖和時間統計：由弗雷德·埃斯佩納克做出的日食預報，NASA/GSFC
  - 貝塞爾元素

| \| \| 日食 \|                             |                               |                                          |
| 上一次日食： 1909年6月17日日食 （全環食） | 1909年12月12日日食 （日偏食） | 下一次日食： 1910年5月9日日食 （日全食） |
| 上一次日偏食： 1906年8月20日日食          | 1909年12月12日日食 （日偏食） | 下一次日偏食： 1910年11月2日日食         |
|                                           | 日食                          |                                          |